# Dam tot Damloop 1998
De Dam tot Damloop 1998 werd gehouden op zondag 20 september 1998. Het was de veertiende editie van deze loop. De wedstrijd liep van Amsterdam naar Zaandam en had een lengte van 10 Engelse mijl (16,1 km).
Bij de mannen finishte de Marokkaan Brahim Lahlafi in 45.24. Hij bleef de Keniaan Josphat Machuka zestien seconden voor. Bij de vrouwen zegevierde Leah Malot. Zij finishte in 53.11, vijf seconden sneller dan de Ethiopische Berhane Adere.

## Statistieken
| afstand        | deelnemers |
| -------------- | ---------- |
| 10 Engels mijl | 19.100     |
| minilopen      | 3170       |
| skeelers       | 1540       |
| Totaal         | 23810      |

## Wedstrijd
Mannen
| rang   | naam              | land | tijd  |
| ------ | ----------------- | ---- | ----- |
| Goud   | Brahim Lahlafi    | MAR  | 45.24 |
| Zilver | Josphat Machuka   | KEN  | 45.42 |
| Brons  | John Gwako        | KEN  | 46.29 |
| 4      | Philip Singoei    | KEN  | 46.30 |
| 5      | Elihah Lagat      | KEN  | 46.38 |
| 6      | Martin Ojuku      | KEN  | 46.46 |
| 7      | James Moiben      | KEN  | 46.47 |
| 8      | Hassan El Hahmadi | MAR  | 46.49 |
| 9      | Mohamed Baket     | KEN  | 46.56 |
| 10     | Clement Kiprotich | KEN  | 47.03 |
| 11     | John Kiprono      | KEN  | 47.06 |
| 12     | Douglas Wakiihuri | KEN  | 47.14 |
| 13     | Luc Krotwaar      | NED  | 47.25 |
| 14     | Worku Bikila      | ETH  | 47.43 |
| 15     | Benson Lokorwa    | ETH  | 47.51 |

Vrouwen
| rang   | naam               | land | tijd  |
| ------ | ------------------ | ---- | ----- |
| Goud   | Leah Malot         | KEN  | 53.11 |
| Zilver | Berhane Adere      | ETH  | 53.16 |
| Brons  | Beatrice Omwanza   | KEN  | 54.28 |
| 4      | Luminata Gogirlea  | ROU  | 55.21 |
| 5      | Nancy Omwenga      | KEN  | 55.24 |
| 6      | Irma Heeren        | NED  | 55.28 |
| 7      | Nuta Olaru         | ROU  | 56.14 |
| 8      | Erika van de Bilt  | NED  | 56.17 |
| 9      | Wilma van Onna     | NED  | 56.31 |
| 10     | Catherine Kirui    | KEN  | 56.39 |
| 11     | Irina Lebedinskaja | RUS  | 56.55 |
| 12     | Alla Doudayeva     | BLR  | 57.45 |
| 13     | Mieke Pullen       | NED  | 57.47 |
| 14     | Barbara Kamp       | NED  | 57.55 |

1985 ·
1986 ·
1987 ·
1988 ·
1989 ·
1990 ·
1991 ·
1992 ·
1993 ·
1994 ·
1995 ·
1996 ·
1997 ·
1998 ·
1999 ·
2000 ·
2001 ·
2002 ·
2003 ·
2004 ·
2005 ·
2006 ·
2007 ·
2008 ·
2009 ·
2010 ·
2011 ·
2012 ·
2013 ·
2014 ·
2015 ·
2016 ·
2017 ·
2018 ·
2019